# Nenad Kljaić
Nenad Kljaić (ur. 21 grudnia 1966 w Zagrzebiu) – były chorwacki piłkarz ręczny, zdobywca złotego medalu Igrzysk Olimpijskich w Atlancie.